# シュトゥットガルト・キッカーズ
シュトゥットガルト・キッカーズ（SV Stuttgarter Kickers）は、ドイツのシュトゥットガルトにホームを置くサッカークラブである。シュトゥットガルター・キッカーズとの表記も見受けられる。シュトゥットガルトには、強豪VfBシュトゥットガルトも本拠地を置いている。

## 歴史
1899年に創設された。ブンデスリーガ発足後は主にブンデスリーガ2部に在籍した。1980年代後半にクラブは好調期を迎え、1987年のDFBポカール（DFB-Pokal）では準々決勝でアイントラハト・フランクフルト、準決勝でフォルトゥナ・デュッセルドルフを撃破して決勝に進出した。（決勝ではハンブルガーSVに1対3で敗北。）1987-88のシーズンで2部優勝を果たして1部に昇格したが、1シーズンで降格した。
1990-91のシーズンでも2部3位となり1部に昇格したが、同様に1シーズンで降格した。その後クラブは低迷し、降格したシーズンは15位、翌シーズンには16位で3部（当時のレギオナルリーガ）へと降格した。1995-96シーズンに2部復帰を決めたが、2000-01のシーズンで再び3部に降格した。その後は3部リーグに留まり、2008-09シーズンより新たに発足したブンデスリーガ3部に所属した。しかし2008-09シーズンで20位となり、レギオナルリーガ（4部）に降格した。2012-13シーズンよりブンデスリーガ3部に復帰したが2016-17シーズンで再びレギオナルリーガに降格するなど、近年はブンデスリーガ3部とレギオナルリーガを行き来している。

## タイトル

### 国内タイトル
- ブンデスリーガ2部：1回
  - 1987-88
- レギオナルリーガ南部：1回
  - 1995-96

### 国際タイトル
なし

## 歴代所属選手
- エトムント・コーネン 1938-1943, 1945-1950
- ギド・ブッフバルト 1978-1983
- ユルゲン・クリンスマン 1981-1984
- カルステン・ナイチェル 1991-1994
- トーマス・トゥヘル 1992-1994
- フレディ・ボビッチ 1992-1994
- トミスラフ・マリッチ 1996-2000
- マルクス・ヴァインツィール 1999-2001
- ジョシュア・ケネディ 2002-2003
- ヤスミン・フェイジッチ 2004-2005
- マルクス・メンドラー 2015-2016